# Экологическая обстановка в Донецкой области
Индустриальное развитие Донбасса привело к серьезным экологическим проблемам: Донецкая область занимает одно из первых мест в Европе и первое место на Украине по уровню деградации окружающей среды. Территория области в ходе индустриализации оказалась практически полностью вовлечённой в хозяйственный оборот. К 1991 году природно-заповедный фонд Донецкой области составлял лишь 0,6 % её территории (при европейских критериях не менее 5 %).

## Динамика загрязнения
Уровень вредных выбросов в атмосферу несколько уменьшился в 1990-х годах: если в 1990 году объём промышленных выбросов в атмосферу предприятиями области составил 2,5 млн тонн вредных веществ, то в 1996 году — уже 1,88 млн т, что связано, в первую очередь, с сокращением промышленного производства области.
По годам динамика выбросов выглядит следующим образом:
- 1985 — 3 205,2 тыс. т (или 26,4 % общеукраинского объёма загрязнений);
- 1990 — 2 500,0 тыс. т;
- 1992 — 2 379,3 тыс. т (или 27,6 %);
- 1994 — 2 093,1 тыс. т (или 33,8 %);
- 1996 — 1 882,6 тыс. т (или 39,5 %);
- 1998 — 1 561,0 тыс. т (или 37,6 %);
- 1999 — 1 588,2 тыс. т (или 38,6 %);
- 2000 — 1 589,9 тыс. т (или 40,2 %);
- 2001 — 1 588,7 тыс. т (или 39,2 %).

## Структура загрязнений
Наиболее «загрязняющими» являются следующие отрасли тяжёлой промышленности области:
- металлургическая промышленность — 33,3 %;
- угольная промышленность — 31,9 %;
- энергетическая промышленность — 30,8 %;
- транспорт — 0,6 %;
- строительство — 0,3 %;
- сельское хозяйство — 0,03 %.

При этом более 40 % объёма вредных выбросов приходится на 3 электростанции и 4 металлургических завода области:
- Мариупольский металлургический комбинат — 11,2 %;
- Кураховская ГРЭС — 7,7 %;
- Углегорская ГРЭС — 7,1 %;
- Старобешевская ГРЭС — 6,3 %;
- Металлургический комбинат «Азовсталь» — 5,7 %;
- Енакиевский металлургический завод — 2,7 %;
- Макеевский металлургический комбинат имени Кирова — 1,5 %.

Города с наибольшим количеством выбрасываемых в атмосферу вредных отходов (2003 год):
- Мариуполь — 401,6 тыс. т;
- Донецк — 161,1 тыс. т;
- Курахово (Марьинский район) — 120 тыс. т;
- Светлодарск — 117,8 тыс. т (преимущественно по Углегорской ГРЭС);
- Макеевка — 112,3 тыс. т;
- пгт Новый Свет (Старобешевский район) — 100 тыс. т;
- Енакиево — 78,2 тыс. т;
- Зугрэс — 67,6 тыс. т (преимущественно по Зуевской ТЭС);
- Горловка — 48,1 тыс. т;
- Покровск — 39,3 тыс. т;
- Авдеевка — 32,9 тыс. т.

ТОП-20 городов и пгт с наибольшим количеством выбрасываемых в атмосферу вредных отходов (2011 год):
- Мариуполь — 382,3644 тыс. т;
- Курахово — 164,6 тыс. т;
- Светлодарск — 117,8 тыс. т;
- пгт Новый Свет (Старобешевский район) — 104,8 тыс. т;
- Зугрэс — 98,8 тыс. т;
- Енакиево — 83,1836 тыс. т;
- Донецк — 71,1074 тыс. т;
- Николаевка — 60,1 тыс. т;
- Кировское — 57,4824 тыс. т;
- Макеевка — 53,15 тыс. т;
- Покровск — 40,9407 тыс. т;
- Доброполье — 35,5181 тыс. т;
- Угледар — 33,6111 тыс. т;
- Авдеевка — 32,9 тыс. т.;
- Удачное — 26,0 тыс. т;
- Горловка — 25,2407 тыс. т;
- Ждановка — 18,7899 тыс. т;
- Мирноград — 18,5438 тыс. т;
- Авдеевка — 17,935 тыс. т.;
- Шахтёрск — 12,8671 тыс. т.

## Природоохранные мероприятия
В 1990 годах общественность области стала проявлять повышенное внимание к экологическим проблемам Донбасса: расширена сеть природно-заповедных объектов, например, 13 февраля 1997 года создан национальный природный парк «Святые Горы» в пойме Северского Донца, проводится ряд природоохранных мероприятий на ведущих предприятиях области.

## Особо охраняемые природные территории

### Заповедники
Имеется 3 отделения Украинского степного природного заповедника:
- «Хомутовская степь»,
- «Каменные Могилы»,
- «Меловая флора».

### Национальные природные парки
- «Святые Горы».

### Ботанические сады
- Донецкий ботанический сад.

### Региональные ландшафтные парки
- «Донецкий кряж»,
- «Зуевский»,
- «Клебан-Бык»,
- «Меотида»,
- «Половецкая степь».

### Заказники
- «Великоанадольский» (лесной),
- «Белосарайская коса» (ландшафтный),
- «Бердянский» (лесной),
- «Гектовая балка» (ландшафтный),
- «Приазовский цапельник» (орнитологический),
- «Бакаи Кривой косы» (орнитологический),
- «Яланчакские бакаи» (орнитологический),
- «Новоселковский» (энтомологический),
- «Старомихайловский» (энтомологический),
- «Круглик» (энтомологический).

### Ботанические памятники природы
- «Балка Горькая»,
- «Урочище Грабовое»,
- «Маякская дача»,
- «Урочище Васильевка»,
- «Урочище Лес на граните».

### Зоологические парки
- Докучаевский зоопарк,
- Донецкий городской аквариум.